# Проціон
Проціо́н (α CMi / α Canis Minoris / Альфа Малого Пса) — найяскравіша зірка в сузір'ї Малого Пса й одна з найяскравіших зірок нічного неба.
Її назва бере початок від грец. προ κύων (Prokyōn), що в перекладі означає «перед собакою», тому що вона передує «Собачій зірці» Сіріусу при русі по небокраї завдяки обертанню Землі. (Хоча Проціон має більше пряме сходження, водночас у нього більше північне схилення, що означає, що він виходить через обрій раніше, ніж Сіріус у північних широтах.) Згадування про ці дві «собачі зірки» зустрічаються в древній літературі. Вони були об'єктами шанування в стародавньому Вавилоні й Єгипті.

## Проціон A
Проціон А — жовтувато-біла зірка спектрального класу F — дещо більша і в 7,5 разів яскравіша, ніж Сонце. Фактично, вона занадто яскрава, навіть для її спектрального класу. Тому її відносять до субгігантів. Це означає, що синтез гелію з водню в її надрах уже закінчено і почалося її розширення. Хоча зірка поки і не почала «червоніти», вона продовжує збільшуватися, і в кінцевому результаті має досягти розміру в 80—150 разів більшого за сучасний, і врешті-решт набути червоний або помаранчевий колір. За деякими оцінками, це має відбутися через 10—100 мільйонів років. Очікується, що Сонце в кінці свого життя зазнає ті ж зміни.
Наприкінці липня 2004 р. канадський орбітальний телескоп MOST завершив 32-денне дослідження Проціона А. Тривалі спостереження мали підтвердити коливання її світності, що реєструються із Землі. Але протягом двомісячного періоду не було відзначено ніяких флуктуацій. Це змусило астрофізиків переглянути усталені принципи геліосейсмології та теорії утворення зірок.

## Проціон B
Проціон B — тьмяний білий карлик, у середньому віддалений від Проціона А на відстань не більше ніж 16 астрономічних одиниць. Це приблизно дорівнює відстані від Сонця до Урана. Він аналогічний білому карлику в системі Сіріуса, Сіріусу B, проте його видимий блиск дорівнює 10,75, і відшукати його відповідно в любительські телескопи важче. Маса Проціона B менша, ніж Сіріуса В, і хоча його відкрили аналогічним способом, це відбулося пізніше.